# Meleghegy
Meleghegy (szlovákul: Teplý Vrch, 1948-ig Melecheď) község Szlovákiában, a Besztercebányai kerületben, a Rimaszombati járásban.

## Fekvése
Rimaszombattól 12 km-re északkeletre, a Szlovák Érchegység délkeleti részén, 214 méteres tengerszint feletti magasságban, a Balog-patak partján fekszik.
Északnyugatról Derencsény, északról Bugyikfala, északkeletről Gesztes, délkeletről Vámosbalog, délnyugatról pedig Balogpádár községekkel határos.
5,9832 km²-es területe nem változott számottevően a 20. század folyamán (1921-ben 5,91 km²).

## Élővilága

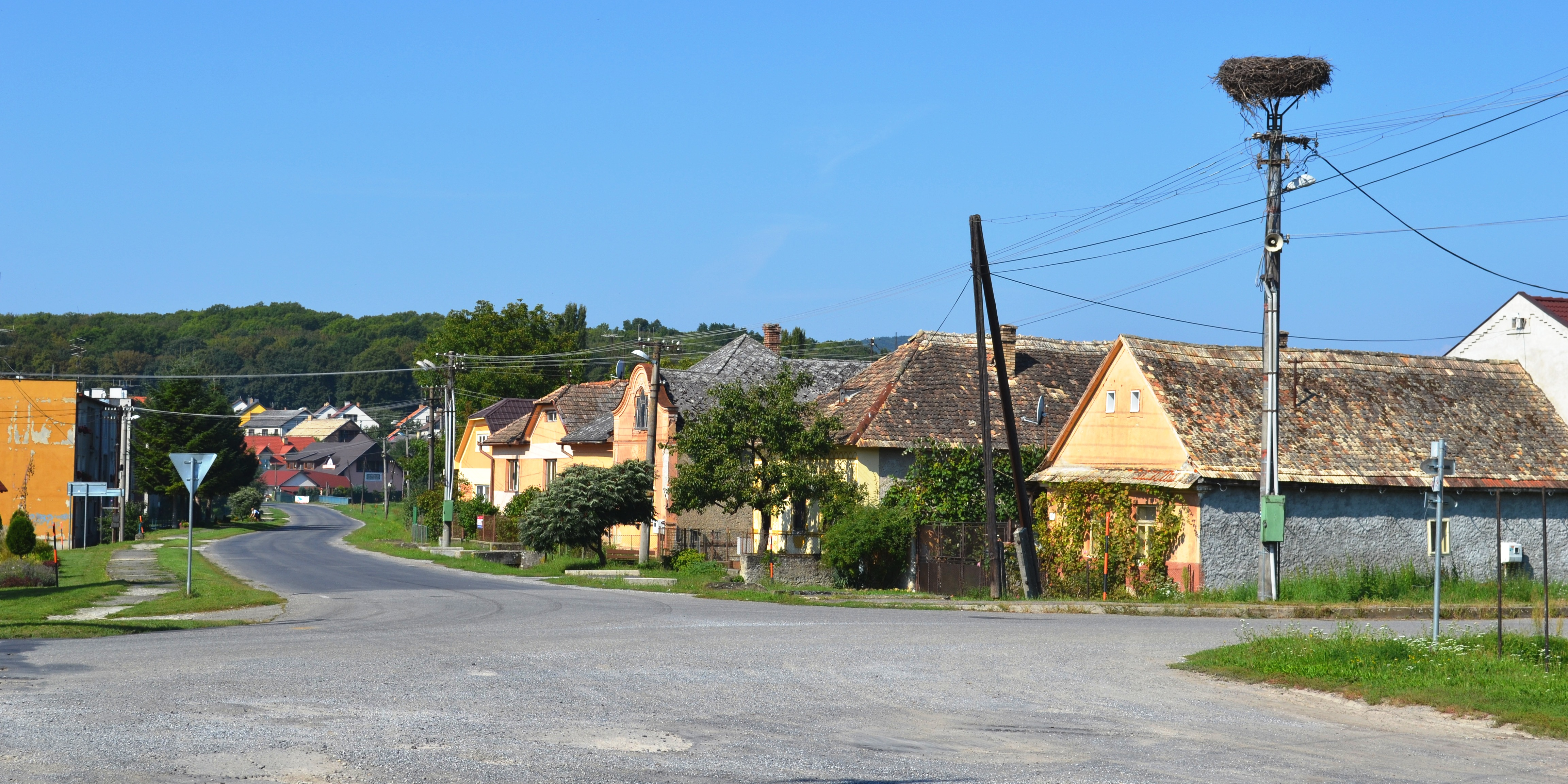

A faluban egy gólyafészket tartanak nyilván. 2020-ban két fiókát számoltak össze.

## Története
1301-ben „Melechdyhegy" néven említik először. 1460-ban „Meleghegh" néven szerepel. Balog várának tartozéka volt. A 15. században a Derencsényi család birtoka, 1427-ben 15 adózó portája létezett. A 16. században a Széchy család tulajdonába került, a 17. századtól a murányi uradalomhoz tartozott. A török korban elpusztult, a 18. században települt újra. 1773-ban 31 jobbágytelke volt. 1828-ban 43 házában 366 lakos élt. Lakói főként mezőgazdasággal foglalkoztak.
A 18. század végén Vályi András így ír róla: „MELEGHEGY. Tót falu Gömör Várm. földes Ura G. Koháry Uraság, lakosai többfélék, fekszik Dubócznak szomszédságában mellynek filiája, földgye ha trágyáztatik, búzát is terem, legelője elég, piatzozása közel, fája van."
Fényes Elek geográfiai szótárában eképpen ír a községről: „Meleghegy, tót falu, Gömör és Kis-Honth egyesült vmegyékben, Baloghoz 1/4 órányira: 46 kath., 320 evang. lak. Evang. szentegyház. Földe, rétje igen termékeny, van két vadas kertje is, u. m. az egyik egy térségen, a másik egy hegyen, mellynek tetejét hajdan vár ékesítette. F. u. h. Coburg. Ut. p. Rimaszombat."
Borovszky monográfiasorozatának Gömör-Kishont vármegyét tárgyaló része szerint: „Meleghegy, balogvölgyi tót kisközség, körjegyzőségi székhely, 50 házzal és 290, nagyobbára ág. ev. h. vallású lakossal. E község 1427-ben Meleg néven Balogvár tartozéka. 1460-ban Meleghegh néven említik. Sorsa egy volt a többi balogvári birtokéval. Mostani földesura a Coburg herczegi család melynek itt erdőgondnoksági hivatala és két uradalmi vadaskertje van. A mult század elején bánya is volt a községben, most pedig Kovács Jánosnénak gőzmalma és viaszfinomító gyára van itt. Ág. h. ev. temploma 1813-ban épült. A község postája Felsőbalog, távírója és vasúti állomása Rimaszombat."
A trianoni diktátumig területe Gömör-Kishont vármegye Feledi járásához tartozott.

## Népessége
| Év:            | 1994. | 2004.   | 2014.   | 2024.   |
| -------------- | ----- | ------- | ------- | ------- |
| Emberek száma: | 296   | 305     | 279     | 304     |
| Eltérés:       |       | +3,04 % | -8,52 % | +8,96 % |

| Év:            | 2023. | 2024.   |
| -------------- | ----- | ------- |
| Emberek száma: | 303   | 304     |
| Eltérés:       |       | +0,33 % |

1880-ban 318 lakosából 54 magyar és 248 szlovák anyanyelvű volt.
1890-ben 294 lakosából 41 magyar és 244 szlovák anyanyelvű volt.
1900-ban 290 lakosából 48 magyar és 241 szlovák anyanyelvű volt.
1910-ben 241 lakosából 44 magyar és 195 szlovák anyanyelvű volt. Ebből 206 evangélikus, 23 római katolikus, 10 református és 2 izraelita vallású volt.
1921-ben 217 lakosából 22 magyar és 186 csehszlovák volt. A Rimaszombati járáshoz tartozott.
1930-ban 193 lakosából 11 magyar, 181 csehszlovák és 1 állampolgárság nélküli volt. Ebből 145 evangélikus, 26 római katolikus, 9 görög katolikus, 6 izraelita, 5 református és 2 egyéb vallású volt.
1991-ben 273 lakosából 11 magyar és 251 szlovák volt.
2001-ben 324 lakosából 297 szlovák és 15 magyar volt.
2011-ben 294 lakosából 268 szlovák, 9 roma, 8-8 magyar és ismeretlen, illetve 1 egyéb nemzetiségű. Ebből 97 római katolikus, 83 evangélikus, 75 nem vallásos, 6 görög katolikus, 4 református és 27 ismeretlen vallású.

## Nevezetességei
- Itt található Szlovákia legmelegebb vizű tava, hőmérséklete eléri a 27 °C-ot. Rekreációs központja a zenei fesztiválokkal a fiatalok kedvelt nyári pihenőhelye.
- Evangélikus temploma 1827-ben épült klasszicista stílusban. Barokk oltára 1640-ben készült, a falu régi fatemplomából való.

## Érdekességek
A szlovák és magyar melegek itt megrendezett óévbúcsúztató partijairól lásd a Búcsú a Meleghegytől című cikket.